# العلاقات السورينامية الكندية
العلاقات السورينامية الكندية هي العلاقات الثنائية التي تجمع بين سورينام وكندا.

## مقارنة بين البلدين
هذه مقارنة عامة ومرجعية للدولتين:
| وجه المقارنة                                              | سورينام                        | كندا                     |
| --------------------------------------------------------- | ------------------------------ | ------------------------ |
| المساحة (كم2)                                             | 163.27 ألف                     | 9.98 مليون               |
| عدد السكان (نسمة)                                         | 563.40 ألف                     | 35.70 مليون              |
| الكثافة السكانية (ن./كم²)                                 | 3.45                           | 3.58                     |
| العاصمة                                                   | باراماريبو                     | أوتاوا                   |
| اللغة الرسمية                                             | اللغة الهولندية                | لغة إنجليزية، لغة فرنسية |
| العملة                                                    | دولار سورينامي، غيلدر سورينامي | دولار كندي               |
| الناتج المحلي الإجمالي (بليون دولار)                      | 3.32 مليار                     | 1.65 تريليون             |
| الناتج المحلي الإجمالي (تعادل القوة الشرائية) بليون دولار | 9.07 مليار                     | 1.59 تريليون             |
| الناتج المحلي الإجمالي الاسمي للفرد دولار أمريكي          | 9.48 ألف                       | 43.25 ألف                |
| الناتج المحلي الإجمالي للفرد دولار أمريكي                 | 16.64 ألف                      | 45.07 ألف                |
| مؤشر التنمية البشرية                                      | 0.714                          | 0.913                    |
| رمز المكالمات الدولي                                      | +597                           | +1                       |
| رمز الإنترنت                                              | .sr                            | .ca                      |
| المنطقة الزمنية                                           | 00                             |                          |

## منظمات دولية مشتركة
يشترك البلدان في عضوية مجموعة من المنظمات الدولية، منها:
| علم المنظمة | اسم المنظمة                        | تاريخ انضمام سورينام | تاريخ انضمام كندا |
| ----------- | ---------------------------------- | -------------------- | ----------------- |
|             | المنظمة الهيدروغرافية الدولية      | ?                    | ?                 |
|             | يونسكو                             | 16 يوليو 1976        | 4 نوفمبر 1946     |
|             | مؤسسة التمويل الدولية              | 1 سبتمبر 2011        | 20 يوليو 1956     |
|             | منظمة حظر الأسلحة الكيميائية       | ?                    | ?                 |
|             | الأمم المتحدة                      | 4 ديسمبر 1975        | 9 نوفمبر 1945     |
|             | الاتحاد الدولي للاتصالات           | 15 يوليو 1976        | 1 يوليو 1908      |
|             | بنك التنمية الكاريبي ‏              | ?                    | ?                 |
|             | منظمة الشرطة الجنائية الدولية      | ?                    | ?                 |
|             | البنك الدولي للإنشاء والتعمير      | 27 يونيو 1978        | 27 ديسمبر 1945    |
|             | الاتحاد البريدي العالمي            | ?                    | ?                 |
|             | وكالة ضمان الاستثمار متعدد الأطراف | 2 يوليو 2003         | 12 أبريل 1988     |
|             | منظمة التجارة العالمية             | ?                    | ?                 |

## وصلات خارجية
- موقع وزارة الخارجية السورينامية
- موقع وزارة الخارجية الكندية